# Giovanni da Firenze
Giovanni da Cascia, també conegut com a Giovanni da Firenze, Magister Jovannes de Cascia o Ghiovanni da Chascina (actiu a la primera meitat del segle XIV), va ser un compositor italià de finals de l'Edat Mitjana.

## Vida i obra
El component "da Cascia" del nom de Giovanni indica els seus orígens a Cascia, una ciutat de l'actual àrea metropolitana de Florència. No s'han conservat detalls directes de la seva vida, ni la data ni l'any del seu naixement, ni la data, l'any o el lloc de la seva mort. Juntament amb Jacobus de Bononia i Piero da Firenze, el compositor pertany a la primera generació de compositors d'aquest segle, aproximadament en el període comprès entre el 1310 i el 1360, sent així un dels compositors més primerencs i importants del Trecento musical. No s'ha conservat cap informació sobre els primers anys i l'educació de Giovanni, i només hi ha informació escassa sobre la seva vida. Ni tan sols se sap amb certesa si és idèntic a Ser Giovanni degli Organi, que va treballar com a músic a l'església de Santa Trinità de Florència cap al 1360. El nom del compositor apareix diverses vegades a les llistes de la germanor "Compagnia dei Laudensi di Santa Reparata"; aquí se'l descriu com a camarlenc el 1345 i, amb interrupcions, com a capità o assessor del 1345 al 1362. També hi ha retrats de Giovanni da Cascia en manuscrits contemporanis; en un sosté un organetto, i en l'altre, un còdex de Bolonya, se'l representa sostenint un violí i se l'anomena Maestro Zovane. En ambdós manuscrits, la seva entrada va seguida de les dels compositors Jacomo i Piero da Firenze. La manera de representació en ambdós manuscrits, en particular la del còdex Squarcialupi, suggereix que Giovanni no era del clergat.
L'escriptor Filippo Villani escriu a la seva publicació "Liber de origine civitatis Florentiae", publicada entre 1380 i 1390, que Giovanni da Cascia va estar a la cort de Lluc Visconti cap al 1340, i també a Verona i Pàdua a la cort de La Scala amb els germans Mastino II i Albert I della Scala del 1329 al 1351, potser també cap al 1363. A la peça "Con brai assai", Giovanni descriu una cacera al llarg de la riva d'Adda, una zona que pertanyia als dominis dels Visconti en aquell moment. També hi ha tres madrigals de Giovanni en què el musicòleg Enrico Paganuzzi (1997) ha interpretat un elogi fúnebre pel casament de Bernabé Visconti amb Beatriu (anomenada Regina), la filla de Mastino II, el 1350. També s'especula que els madrigals de Giovanni "Appress'un fiume chiaro" i "O perlaro gentile", juntament amb altres madrigals de Piero da Firenze i Jacobus de Bononia, van ser sol·licitats per Mastino II com a candidats a un concurs possiblement organitzat per al casament de Francesco Bevilacqua i Anna Zavarise el 1334.

## Importància
Giovanni da Cascia, amb les seves obres conservades, és un dels compositors més importants del Trecento. Va ser el primer compositor abans de Francesco Landini, les obres del qual apareixen en altres fonts del nord d'Itàlia; també va ser conegut durant la seva vida pels seus soni multi et ballate. Tanmateix, cap d'aquests es pot trobar a les seves obres conservades, motiu pel qual el musicòleg Nino Pirrotta va proposar el 1992 que se li atribuïssin dues balades monòdiques i cinc madrigals addicionals. Es tracta de textos lírics l'autoria dels quals és majoritàriament anònima, però alguns podrien haver estat escrits pel mateix Giovanni da Cascia i presumiblement són autobiogràfics. L'autoria de Giovanni de la música de 19 madrigals és indiscutible; tres de ells existeixen en forma canònica. Una altra obra, "Per ridd'andando ratto", es considera l'únic exemple d'un cànon amb un ritornello. El text d'"Agnel son bianco" s'ha atribuït a Franco Sacchetti. Les diverses variants que existeixen per a diversos madrigals de Giovanni probablement es deuen a l'enfocament improvisador del compositor o a la iniciativa dels   copistes, però potser també a la incertesa dels copistes sobre com interpretar la notació estrictament italiana de les peces. Això també prové del fet que els freqüents canvis d'escala (de novenari a duo denari), per exemple, en la notació longa, no s'indicaven amb les lletres corresponents com sol passar.